# Éder Balanta
Éder Fabián Álvarez Balanta (* 28. Februar 1993 in Bogotá) ist ein kolumbianischer Fußballspieler. Er steht seit Juli 2024 bei América de Cali unter Vertrag.

## Vereinskarriere

### Jugend
Éder Balanta begann bei Fair Play Bogotá mit dem Fußballspielen und wechselte dann auf die Academia FC in der kolumbianischen Hauptstadt.

### River Plate
Bei Academia wurde er von den Talentsuchern von River Plate entdeckt und nach Buenos Aires in Argentinien geholt. Dort spielte er in der Jugend und wurde mit 18 Jahren in das Aufgebot der ersten Mannschaft aufgenommen. Diese war 2011 in die zweite Liga abgestiegen. Balanta kam zwar in dieser Saison nicht zum Einsatz, das Team kehrte aber umgehend wieder in die Primera División zurück.
In der Saison 2012/13 kam der Kolumbianer dann am 23. März zu seinen ersten Profieinsätzen in der ersten Liga und bereits ein Jahr später hatte er sich einen Stammplatz in der Abwehr von River Plate gesichert. 2014 gewann er mit dem Team das Torneo Final (Rückrundenmeisterschaft) und sicherte sich anschließend im Superfinal den Meistertitel.

### Basel
Zur Saison 2016/17 wechselte Éder Balanta zum FC Basel. Er erhielt einen Vierjahresvertrag. Unter Trainer Urs Fischer gewann Balanta am Ende der Meisterschaft 2016/17 den Meistertitel mit dem FCB. Für den Club war es der 8. Titel in Serie und insgesamt der 20. Titel in der Vereinsgeschichte. Sie gewannen auch den Pokalwettbewerb am 25. Mai 2017 mit 3:0 gegen Sion und somit das Double.

### FC Brügge
Anfang September 2019 wurde kurz vor Ende des Transferfensters ein Wechsel zum belgischen Erstdivisionär FC Brügge vereinbart. Balanta unterschrieb dort einen Vertrag über drei Jahre und wurde in der ersten Saison mit dem Verein belgischer Meister. Anfang Juni 2020 wurde eine Vertragsverlängerung bis Sommer 2024 vereinbart.
In der Saison 2020/21 bestritt Balanta 25 von 40 möglichen Ligaspielen für Brügge, bei denen er ein Tor schoss, sowie drei Pokal- und sechs Europapokal-Spiele. In der nächsten Saison waren es 29 von 40 möglichen Ligaspielen, drei Pokalspiele mit zwei Toren, fünf Champions-League-Spiele sowie das gewonnene Spiel um den Supercup.
In der Saison 2022/23 spielte Balanta beim FC Brügge nur noch eine untergeordnete Rolle. In den ersten 23 Ligaspielen stand er nur noch dreimal in der Startelf und wurde in weiteren sechs Spielen eingewechselt.

### FC Schalke 04
Ende Januar 2023 wurde Balanta für den Rest der Bundesliga-Saison 2022/23 an den FC Schalke 04 ausgeliehen. Hier bestritt er nur 6 von 16 möglichen Ligaspielen. Ab Anfang April 2023 wurde er nicht mehr eingesetzt.
Zur Saison 2023/24 kehrte er wieder zum FC Brügge zurück. Der Verein ließ ihn aber zunächst separat trainieren, bevor er Ende August 2023 wieder in den Kader integriert wurde. Balanta bestritt in der Saison 2023/24 21 von 40 möglichen Ligaspielen für Brügge sowie fünf Pokalspiele und sechs Spiele in der Conference League, bei denen er ein Tor schoss. Erneut wurde er mit dem FC Brügge belgischer Meister.
Ende Juni 2024 wechselte er zu América de Cali. Zum ersten Mal in seiner Profi-Karriere unterschrieb er damit bei einem Verein aus seinem Heimatland.

## Nationalmannschaft
Éder Balanta empfahl sich durch die Erfolge bei River Plate für Einsätze in der kolumbianischen Nationalmannschaft. Ende 2013 wurde er in der Vorbereitungsphase zur Fußballweltmeisterschaft 2014 erstmals berufen und am 5. März 2014 gegen Tunesien gab er sein Debüt im Nationaltrikot. In zwei weiteren Freundschaftsspielen überzeugte er schließlich den Nationaltrainer José Pekerman, der ihn in das 23-köpfige kolumbianische Aufgebot für das Turnier in Brasilien aufnahm. Als das Team nach zwei von drei Vorrundenspielen vorzeitig für das Achtelfinale qualifiziert war, gab Balanta im dritten Spiel gegen Japan sein Weltmeisterschaftsdebüt über 90 Minuten.
Seitdem wurde er in drei Freundschaftsspielen der Nationalmannschaft sowie in einem Qualifikationsspiel zur Weltmeisterschaft 2018 eingesetzt, zuletzt am 14. November 2017 in einem Freundschaftsspiel gegen China.

## Erfolge
River Plate
- Gewinner der  U-20 Copa Libertadores: 2012
- Argentinischer Meister: 2014
- Gewinner des Copas Sudamericana: 2014
- Gewinner des Recopas Sudamericana: 2015
- Gewinner des Copa Libertadores: 2015
- Argentinischer Pokalsieger: 2016

FC Basel
- Schweizer Meister: 2017
- Schweizer Pokalsieger: 2017, 2019

FC Brügge
- Belgischer Meister: 2019/20, 2020/21, 2021/22, 2023/24
- Gewinner belgischer Supercup: 2021, 2022 (2022 – nicht im Spieltagskader)